# Jean-Pierre Baillod

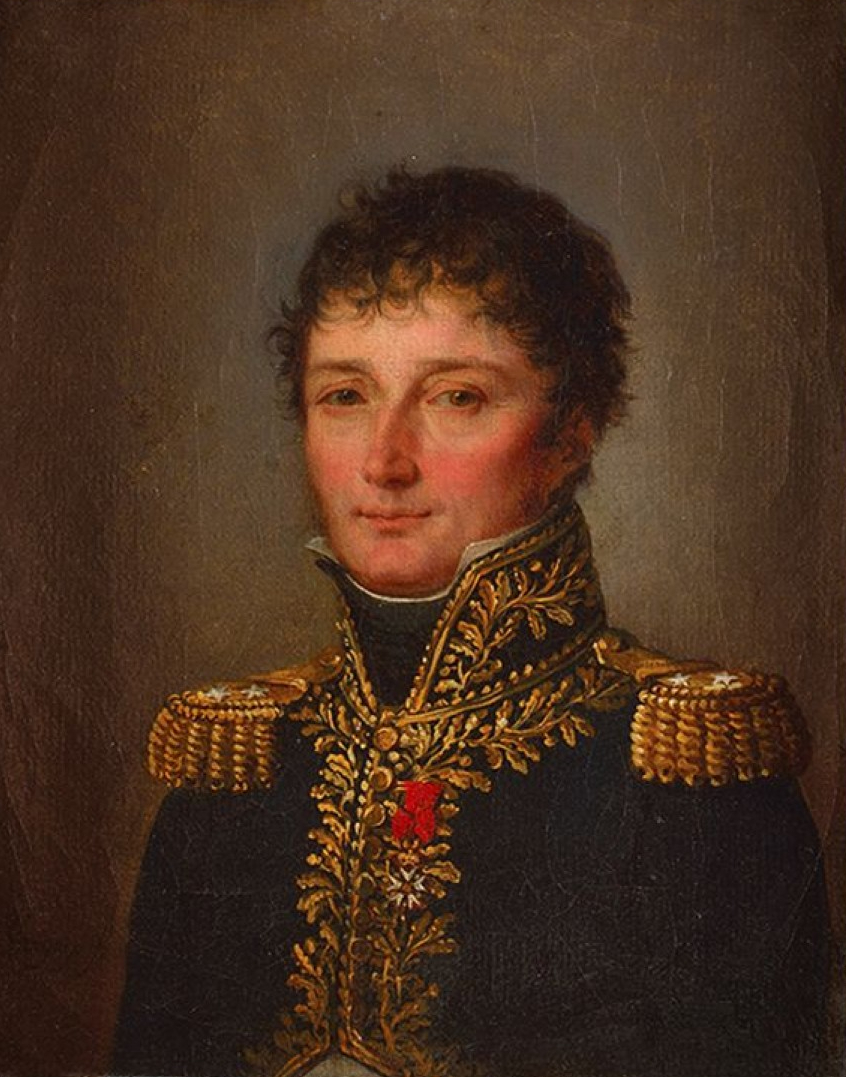
Jean Pierre Baillod

Baron Jean-Pierre Baillod (* 20. August 1771 in Songieu, Département Ain; † 1. März 1853 in Valognes, Département Manche) war ein französischer Général de division. Am 1. November 1827 wurde er von König Karl X. zum Lieutenant-général ernannt.

## Leben
Baillod war der Sohn von Joseph Baillod und dessen Ehefrau Catherine Reydellet.
Seine militärische Karriere begann am 20. September 1793 nach kurzer Ausbildung mit dem Eintritt in das 11e Bataillon de l’Ain.
Zwischen 1805 und 1810 diente er unter General Saint-Hilaire in der Grande Armée. Da er sich in verschiedenen Schlachten der Koalitionskriege bewährt hatte, wurde er – neben den militärischen Beförderungen – auch zum  baron de l’Empire in der Noblesse impériale erhoben.
Am 28. Januar 1812 heiratete Baillod Nathalie Guyard und hatte mit ihr eine Tochter und vier Söhne. Die Eheurkunde unterschrieb der als Ehrengast anwesende Napoleon Bonaparte.
1827 stellte sich Baillod zur Wahl der Abgeordnetenkammer und vertrat dann auch seine Region in Paris.
Mit über 81 Jahren starb Jean-Pierre Baillod am 1. März 1853 in Valognes und fand seine letzte Ruhestätte auf dem Friedhof von Saint-Germain-de-Tournebut (Normandie).

## Ehrungen
- 1804 Chevalier der Ehrenlegion
- 1809 Commandeur der Ehrenlegion
- 1809 baron de l’Empire in der Noblesse impériale
- 1813 Ordre de la couronne de fer
- 1815 Ordre royal et militaire de Saint-Louis
- Sein Name findet sich am westlichen Pfeiler (39. Spalte) des Triumbogens am Place Charles-de-Gaulle (Paris).